# Sapopema
Sapopema ist ein brasilianisches Munizip im Nordosten des Bundesstaats Paraná. Es hat 6.695 Einwohner (2022), die sich Sapopemenser nennen. Seine Fläche beträgt 678 km². Es liegt 732 Meter über dem Meeresspiegel.

## Etymologie
Der Name stammt vom Sapopema-Baum. Der Tupi-Begriff Sapopema bedeutet Brettwurzel (sapó = Wurzel und pema = eckig). Der Baum ist ein lokales Symbol, das auch in die Flagge der Stadt aufgenommen wurde.

## Geschichte

### Besiedlung
Ursprünglich lebte in Sapopema ein nomadisches Volk der Umbu-Tradition. Dies waren Jäger und Sammler, die in offene Gelände lebten und Unterkünfte auf Hügeln, in Flussgebieten und in natürlichen Höhlen bauten, wie archäologische Funde im Distrikt Vida Nova belegen. Später besiedelten Ureinwohner der Guarani-Tradition das von der Serra do Caeté durchzogene Land zwischen Rio Tibaji und Rio Laranjinha.
Mitte 1842 erhielt Joaquim Francisco Lopes von João da Silva Machado, dem beliebten Baron von Antonina, den Auftrag, eine Straße in der Region Sapopema zu öffnen. Er nahm die Missionare Frei Timoteo de Castelnuevo und Frei Luiz de Cemitille mit. Als Folge des Aufstands von Sorocaba, der die liberalen Revolten von 1842 einleitete, besaß der Baron ein großes Gebiet in den Einzugsgebieten der Flüsse Tibaji und Paranapanema. Später gründeten die genannten Sertanistas das indigene Dorf São Jerônimo, aus dem Dutzende von neuen Gemeinden in der Region hervorgingen. Danach begann die Besiedlung des Jataí-Hochlandes.
Aus dieser Zeit der Rodung stammen Berichte von 1874 von Thomas Plantagenet Bigg-Wither, einem englischen Ingenieur, der mit seinem Team durch die Gegend von Sapopema reiste, um das Gebiet für den Bau einer Eisenbahnlinie zwischen dem Staat Paraná und Mato Grosso do Sul zu kartieren.

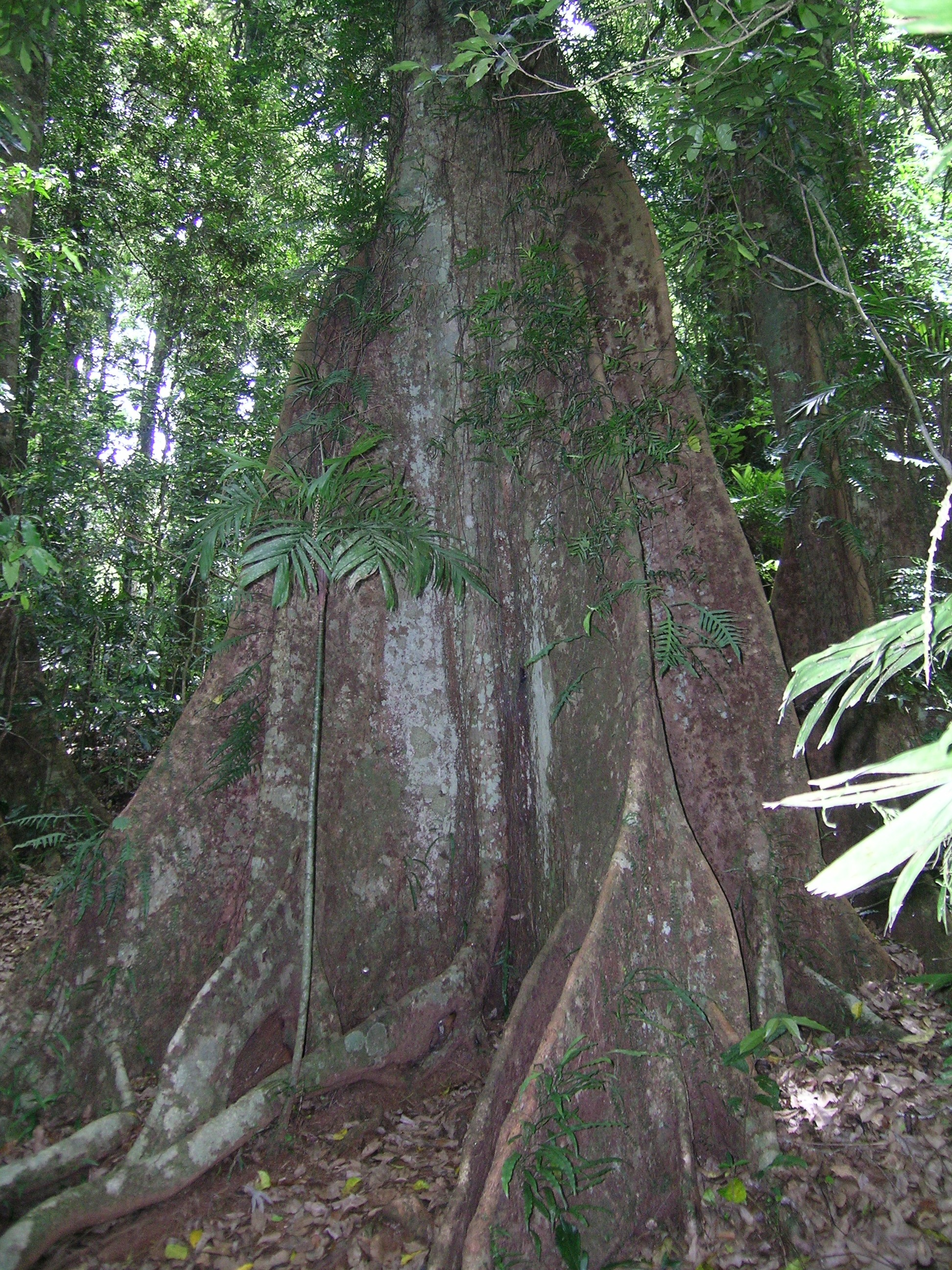
Sapopema-Baum (Sloanea)

Anfang der 1930er Jahre entstand durch den Bau der heutigen PR-090 (Estrada do Cerne) von Curitiba nach Londrina das Gut Patrimônio de Conserva. Der Verlauf der alten Straße führte zu einem hohen und in der Region seltenen Baum, weshalb er erhalten wurde. Dieser Baum wurde als Sapopema (Sloanea) identifiziert.
Mit dem Zuzug von Arbeitern und Reisenden wurde Conserva als Vila do Pito Aceso bekannt.
Der Ingenieur Antônio Martins Paraná legte 1936 den Grundstein für die Siedlung, indem er ein Haus neben einem Sapopema-Baum baute. So wurde aus Pito Aceso die Ortsangabe Sapopema, denn der Baum wurde wegen seiner Seltenheit zu einem eindeutigen Orientierungspunkt.
Der Zuzug von Ortsfremden aus den Bundesstaaten São Paulo und Minas Gerais verstärkte sich in den 1950er Jahren aufgrund der Nachricht, dass Sapopema das Land der Verheißung sein würde. Die Neusiedler widmeten  sich dem Anbau von Reis, Bohnen, Mais, Kaffee, Zuckerrohr, Maniok, Weizen, Gemüse und der Viehzucht.
Ab den 1960er Jahren traten Großgrundbesitzer auf den Plan. Die Flächen wurden nicht mehr bestellt, sondern nur noch beweidet. Mit dem Mangel an höheren Schulbildungsangeboten begann die Abwanderung der Familien. Damit einher ging der Bau der neuen Rodovia do Café, wodurch Sapopema vom Nord-Süd-Durchgangsverkehr weitgehend abgehängt wurde. 
Ab 1978 wurde ein umfangreiches Programm zur Entwicklung der Infrastruktur entwickelt. Es wurden zehn Schulen, ein öffentlicher Park, ein Stadion, eine Sporthalle, der Hauptplatz, ein Busbahnhof, eine Kinderkrippe, ein Spielplatz, Gesundheitsposten in den Bezirken und vor allem öffentliche Straßen gebaut und asphaltiert. Die Zahl der Häuser in der Stadt verdreifachte sich, es wurde ein leistungsfähiges Abwassernetz gebaut, das städtische Krankenhaus wurde vergrößert.

### Erhebung zum Munizip
Sapopema wurde durch das Staatsgesetz Nr. 4245 vom 25. August 1960 aus Curiúva ausgegliedert und in den Rang eines Munizips erhoben. Es wurde am 28. Oktober 1961 als Munizip installiert.

## Geografie

### Fläche und Lage
Sapopema liegt zwischen dem Terceiro Planalto Paranaense (der Dritten oder Guarapuava-Hochebene von Paraná) und dem Segundo Planalto Paranaense (der Zweiten oder Ponta-Grossa-Hochebene von Paraná). Seine Fläche beträgt 678 km². Es liegt auf einer Höhe von 732 Metern.

### Vegetation
Das Biom von Sapopema ist Mata Atlântica.

### Klima
Das Klima ist gemäßigt warm. Es werden hohe Niederschlagsmengen verzeichnet (1624 mm pro Jahr). Im Jahresdurchschnitt liegt die Temperatur bei 19,6 °C. Die Klimaklassifikation nach Köppen und Geiger lautet Cfa.

### Gewässer
Sapopema liegt in den Einzugsgebieten des Rio das Cinzas im Osten und des Rio Tibaji, der das Munizip im Westen begrenzt. Der Ribeirão Barra Grande bildet die südliche Grenze des Munizips. Sein rechter Nebenfluss Rio Lajeado Liso durchfließt das Munizip von Nord nach Süd. Der Rio Lambari durchfließt das Munizip von Nordost nach Südwest bis zu seiner Mündung in den Rio Tibaji. Der Ribeirão Esperança fließt entlang der nördlichen Grenze.
Der Rio Laranjinha, ein linker Nebenfluss des Rio das Cinzas, entwässert einen Teil des Munizipgebiets im Osten. 
Die meisten Wasserläufe der Gemeinde führen ganzjährig Wasser. Sie fließen über das Relief, das sich am rechten Ufer des Rio Tibaji orientiert. Die Geomorphologie des Tibaji-Tals weist einzigartige natürliche Merkmale auf. Dieses zerklüftete Relief, das durch den Übergang von der zweiten zur dritten Hochebene gekennzeichnet ist, führt zu mehreren Wasserfällen und einer Reihe von Wasserläufen mit Stromschnellen und kleinen Wasserfällen, die die wichtigsten natürlichen Attraktionen des Gebiets darstellen.

### Straßen
Sapopema liegt an der PR-090 (Estrada do Cerne) zwischen Curiúva im Süden und São Jerônimo da Serra im Norden.

### Nachbarmunizipien
| São Jerônimo da Serra | Congonhinhas                                | Figueira |
|                       | Kompassrose, die auf Nachbargemeinden zeigt | Ibaiti   |
| Ortigueira            |                                             | Curiúva  |

## Stadtverwaltung
Bürgermeister: Paulo Maximiano de Souza Junior, PSB (2021–2024)
Vizebürgermeister: Antenor Alves Carneiro, PDT (2021–2024)

## Demografie

### Bevölkerungsentwicklung
| Jahr | Einwohner | Stadt | Land |
| ---- | --------- | ----- | ---- |
| 1970 | 8.622     | 9 %   | 91 % |
| 1980 | 8.416     | 18 %  | 82 % |
| 1991 | 7.095     | 40 %  | 60 % |
| 2000 | 6.872     | 46 %  | 54 % |
| 2010 | 6.736     | 53 %  | 47 % |
| 2022 | 6.695     |       |      |

Quelle: IBGE, bis 2010: Volkszählungen und Volkszählung 2022

### Ethnische Zusammensetzung
| Gruppe * | 1991    | 2000    | 2010    | wer sich als …                                                                   |
| --- | ------- | ------- | ------- | -------------------------------------------------------------------------------- |
| Weiße | 72,1 %  | 84,8 %  | 70,6 %  | weiß bezeichnet                                                                  |
| Schwarze | 2,2 %   | 3,0 %   | 2,7 %   | schwarz bezeichnet                                                               |
| Gelbe | 0,0 %   | 0,1 %   | 0,8 %   | von fernöstlicher Herkunft wie japanisch, chinesisch, koreanisch etc. bezeichnet |
| Braune | 23,6 %  | 11,9 %  | 25,5 %  | braun oder als Mischung aus mehreren Gruppen bezeichnet                          |
| Indigene | 0,0 %   | 0,1 %   | 0,3 %   | Ureinwohner oder Indio bezeichnet                                                |
| ohne Angabe | 2,1 %   | 0,2 %   | 0,0 %   |                                                                                  |
| Gesamt | 100,0 % | 100,0 % | 100,0 % |                                                                                  |
| *) Das IBGE verwendet für Volkszählungen ausschließlich diese fünf Gruppen. Es verzichtet bewusst auf Erläuterungen. Die Zugehörigkeit wird vom Einwohner selbst festgelegt. |         |         |         |                                                                                  |

Quelle: IBGE (Stand: 1991, 2000 und 2010)

## Kultur und Sehenswürdigkeiten
Die Hauptattraktionen der Region sind der ländliche Tourismus, Wasserfälle und Berge wieː
- Pico Agudo erhebt sich in der Serra dos Agudos über dem Tibaji-Tal bis auf 1100 m.
- Salto das Orquídeas am Rio Lajeado Liso im Ortsteil Lajeadinho etwa 3,5 km vom Zentrum von Sapopema. Er besteht aus einer Kaskade von drei Wasserfllwn, von denen der größte knapp 43 Meter misst.
- Salto João de Paula
- Serra Chata
- Cachoeira Bela Vista
- Cachoeira França
- Cachoeira da Mata
- Saltinho do Lambari
- Salto Zamarian
- Casa de Pedra.[1]

## Wirtschaft

### Bodenschätze
Sapopema verfügt über Schiefer- und Uranvorkommen sowie über ein großes unterirdisches Kohlevorkommen. Weitere in Sapopema vorkommende Mineralien sind Dolomitkalk und ein kommerziell wertvoller Edelstein namens Onyx-Real. Der derzeit wichtigste Industriezweig ist die Keramikindustrie.

### Kennzahlen
Mit einem Bruttoinlandsprodukt pro Einwohner von 16.003,45 R$ (rund 3.600 €) lag Sapopema 2019 an 387. Stelle der 399 Munizipien Paranás.
Sein mittelhoher Index der menschlichen Entwicklung von 0,655 (2010) setzte es auf den 351. Platz der paranaischen Munizipien.